# اچ‌ام‌اس بلونا (۶۳)
اچ‌ام‌اس بلونا (۶۳) (به انگلیسی: HMS Bellona (63)) یک کشتی است که طول آن ۴۸۵ فوت (۱۴۸ متر) می‌باشد. این کشتی در سال ۱۹۴۲ ساخته شد.